# 岩崎誠司
岩崎 誠司（いわさき せいじ、1990年6月9日 - ）は、MOTOR HOTELのギター・ボーカル。Seijiの名義で活動。音楽プロデューサー、編曲家、ソングライター。静岡県生まれ。

## 作曲
- AKB48「Conveyor」
- NMB48「Good-bye, Guitar」（シマダユウキとの共作）
- Sexy Zone「禁断の果実」（KOUDAI IWATSUBOとの共作）※Seiji Iwasaki 名義
- SixTONES「うやむや」（イワツボコーダイとの共作）※Seiji Iwasaki 名義
- 西野カナ「This Is Love」「This Is How We Do It」（Koudai Iwatsuboとの共作）※Seiji Iwasaki 名義

## 作詞・作曲
- 貝田由里子「結び」
- sherbet「ハレルヤ!!!!!!!!」「Now or Never」「アイアイシテル」「WONDERLAND」「Brand New World」

## 作曲・編曲
- Juliet「7th Summer」「BANANAMINT」「静かなLove You」「Free」
- 木村拓哉 「beautiful morning」[1]

## 作詞・編曲
- 貝田由里子「ひとつなぎ」

## 編曲
- 貝田由里子「Swan～プロローグ～」
- Juliet「消えない花火」
- 名倉七海「こうき心」「マークII」「ふざけんなよ」
- HACHI「バスタイムプラネタリウム」※Seiji Iwasaki 名義

## 作詞・作曲・編曲
- 劇場版ゴキゲン帝国「Summer☆Panty」（作詞は白幡いちほと共作）※SEIJI 名義

## コーラス
- 木村拓哉 「Speaking to world」「Your Song」「A Piece Of My Life」

## 音楽プロデュース他
- MOTOR HOTEL - Seiji名義で所属
- 貝田由里子 - 作品集『PORTA』サウンドプロデュース
- スマホロールプレイングゲーム『アルケミアストーリー』 - ゲーム内音楽 サウンドプロデュース、作曲[2]
- 高校生対抗eスポーツ大会 STAGE:0 - イベント及び番組使用音楽 作曲